# Serri
Serri (sardinski: Sèrri) je grad i općina (comune) u pokrajini Južnoj Sardiniji u regiji Sardiniji, Italija. Nalazi se na nadmorskoj visini od 640 metara i ima 653 stanovnika.
 Prostire se na 19,18 km². Gustoća naseljenosti je 34 st/km².
Susjedne općine su: Escolca, Gergei, Isili, Mandas, Mandas, Nurri i Nurri.